# Катумба
Кату́мба (англ. Katoomba) — город в Австралии в штате Новый Южный Уэльс. Административно является одной из составных частей уезда (city) Блю-Маунтинз (City of Blue Mountains). Расположен в Голубых горах (часть Большого Водораздельного хребта), на высоте чуть больше 1000 м над уровнем моря, около 110 км к западу от Сиднея на главных шоссейной и железной дорогах, связывающих Сидней с западной частью штата.
Является членом движения «Медленный город».

## География
Катумба и её соседи по Голубым Горам отличаются необычной топографией. Голубые Горы суть плато сильно изрезанной формы, со слегка холмистой вершиной на высоте около 1000 м над уровнем моря. Почти со всех краев это плато кончается крутыми утесами, под которыми, на 200—500 метров ниже чем «крыша» плато, находятся заросшие эвкалиптовым лесом долины. Таким образом, попасть с плато в долины или наоборот можно только в очень ограниченном количестве мест, расположение которых и предопределило развитие дорожной сети в этих краях.
Многие утёсы и находящиеся под ними долины входят в национальный парк «Голубые Горы», участки которого почти окружают Катумбу.

## История
Австралийские аборигены жили в Голубых горах с незапамятных времен. Первые европейские путешественники смогли пересечь Голубые горы в 1813 году, вырезав пометку на дереве, находящемся на западной окраине нынешней Катумбы, которое (точнее, пень от которого) и поныне сохраняется как памятник, под названием Дерево Первопроходцев (Explorer’s Tree). Во второй половине XIX века горы пересекла железная дорога, связывающая Сидней c западной частью штата. В 1877 году, поселку у железнодорожной станции, обслуживающей близлежащий карьер, было дано название Катумба, что на языке местных аборигенов
означает «сверкающий водопад», каких и вправду немало в окрестностях Катумбы.
Ввиду живописного расположения, Катумба и другие горные станции вдоль железнодорожной линии стали привлекать туристов из Сиднея, для которых в конце XIX века стали открываться гостиницы. К началу XX века залежи угля и сланцев, добываемые близ Катумбы, исчерпали себя, и город стал жить главным образом туризмом.

## Галерея

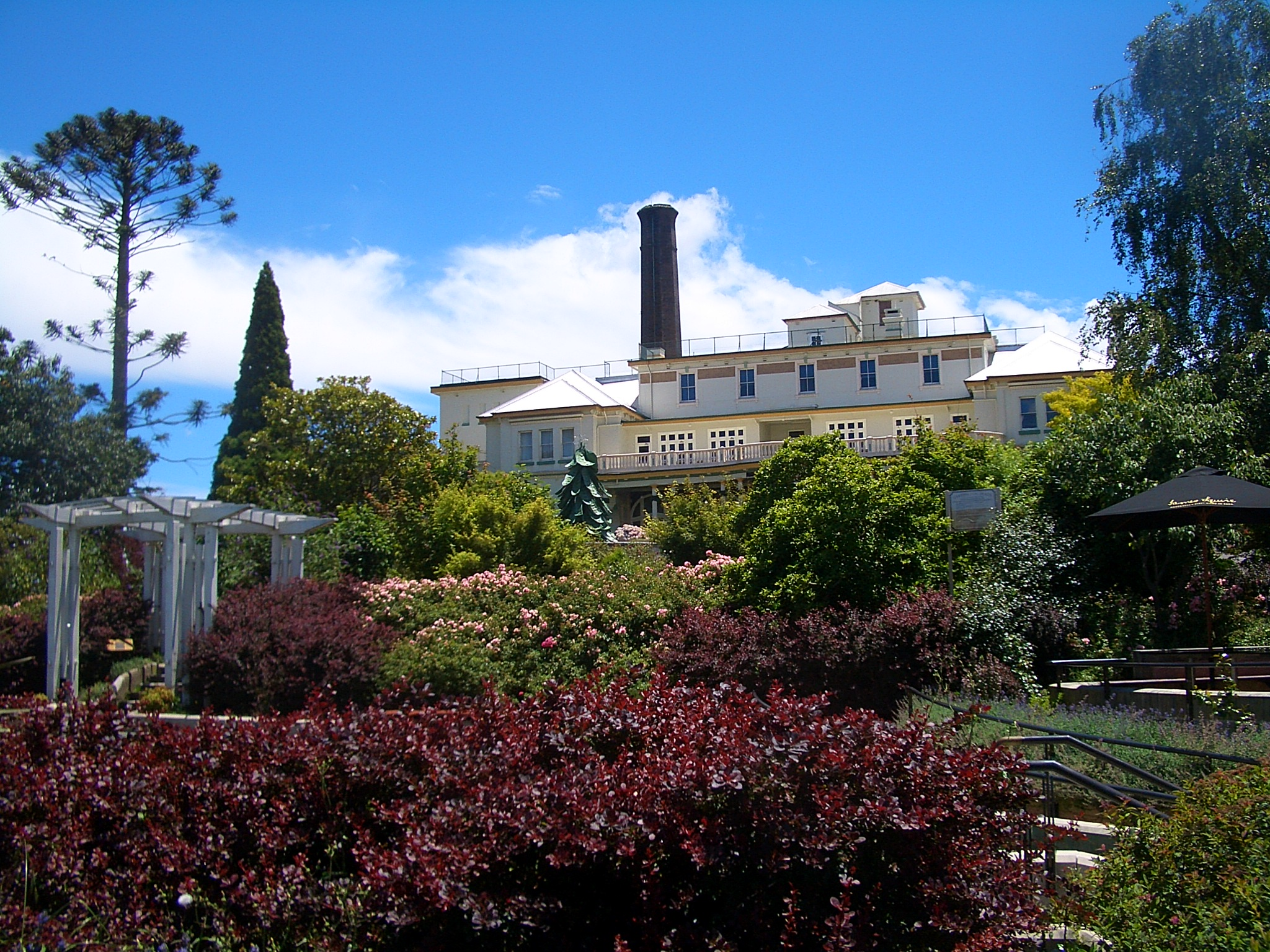
Отель «Каррингтон» в центре Катумбы
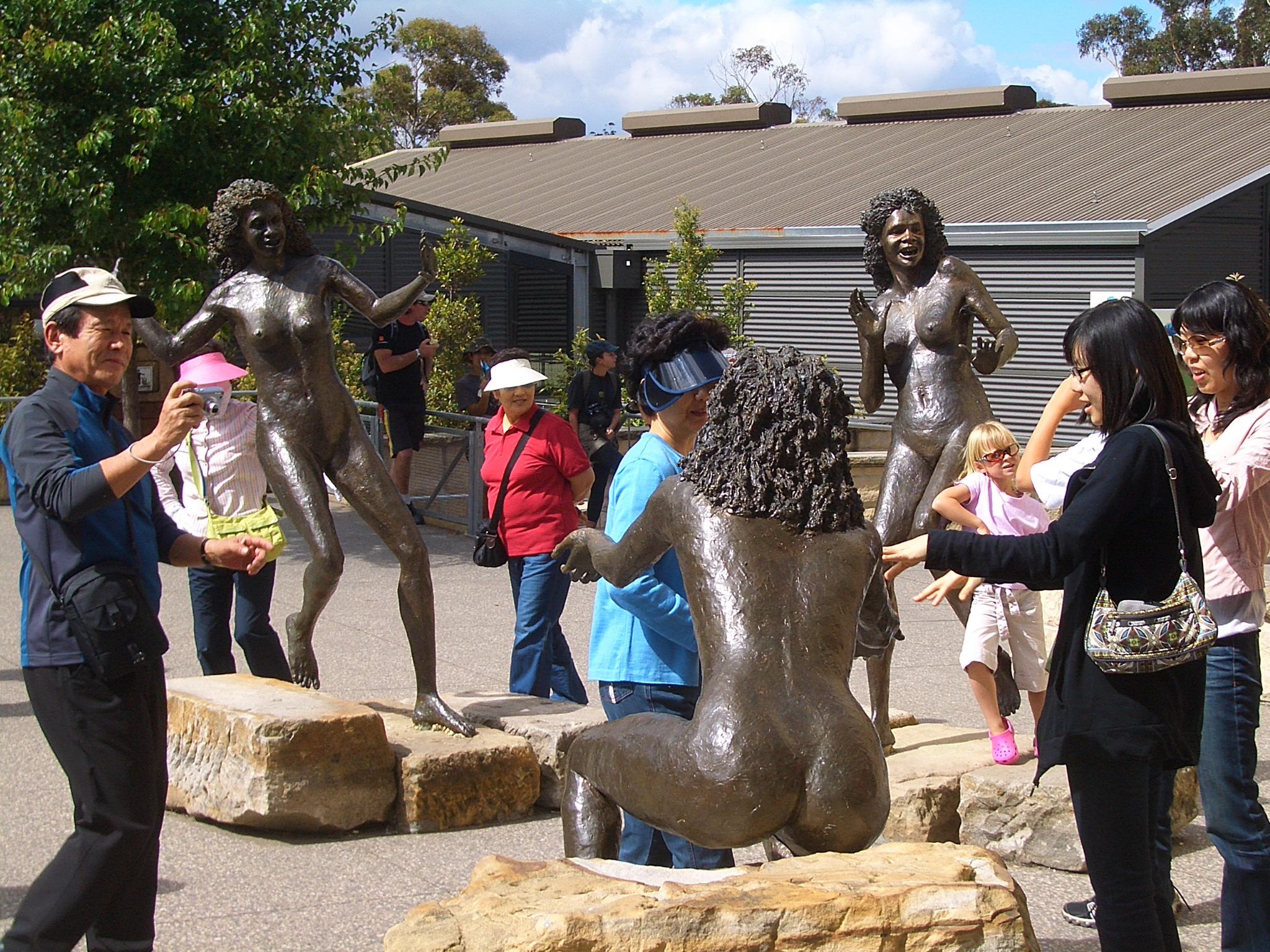
Туристы ознакомляются со скульптурной группой на историческую тему
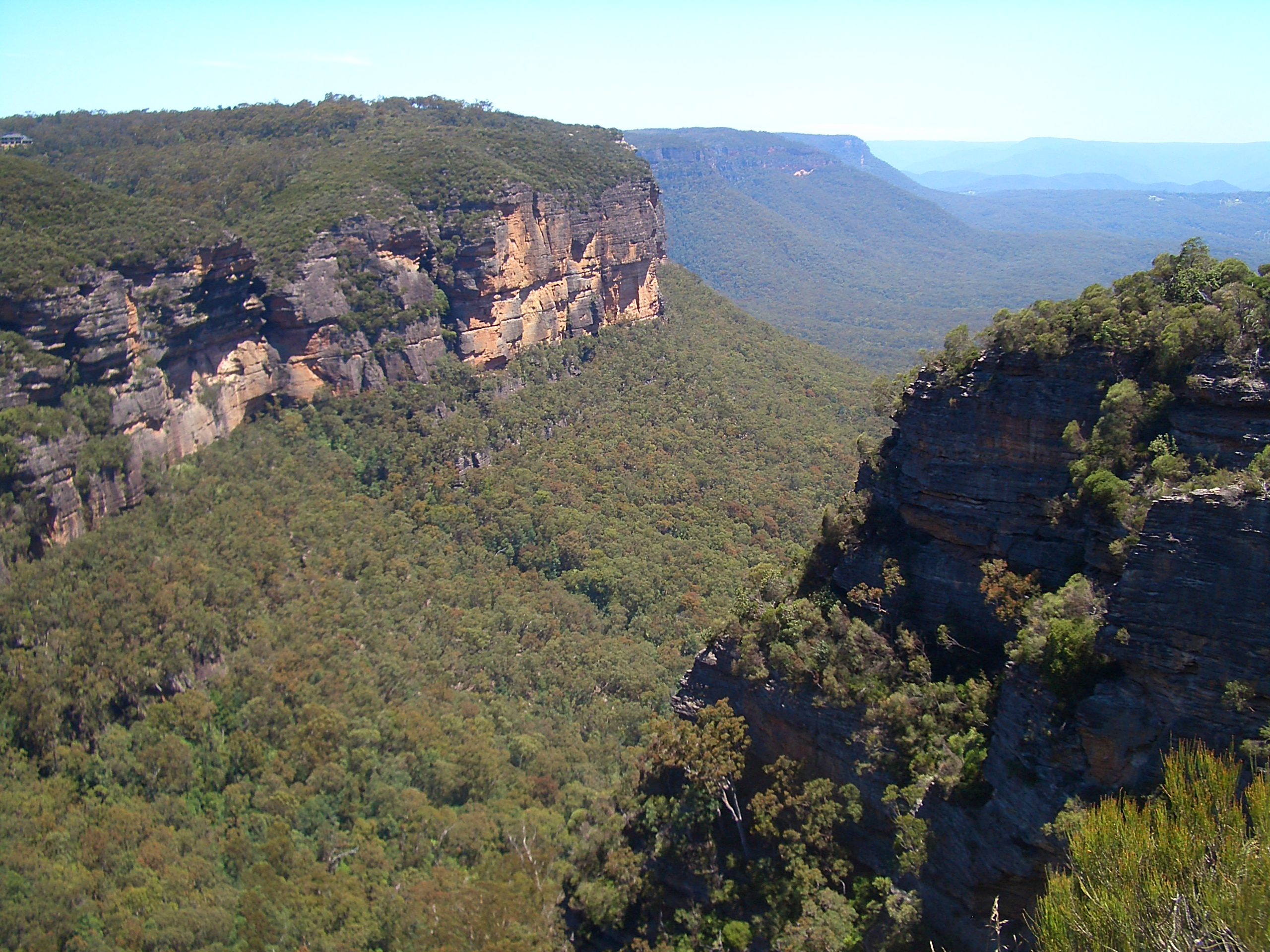
Ущелье "Nellie's Glen"
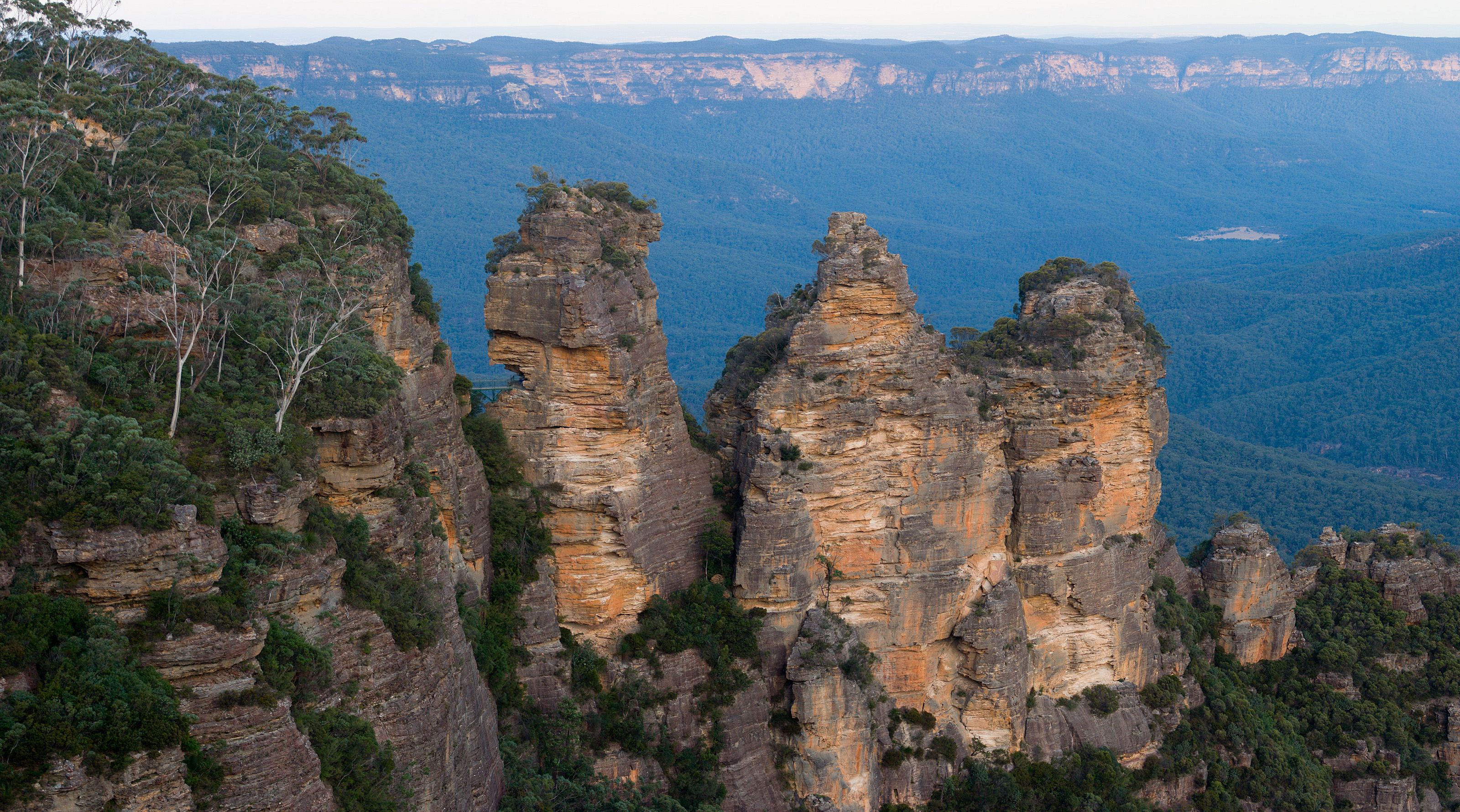
«Три сестры»
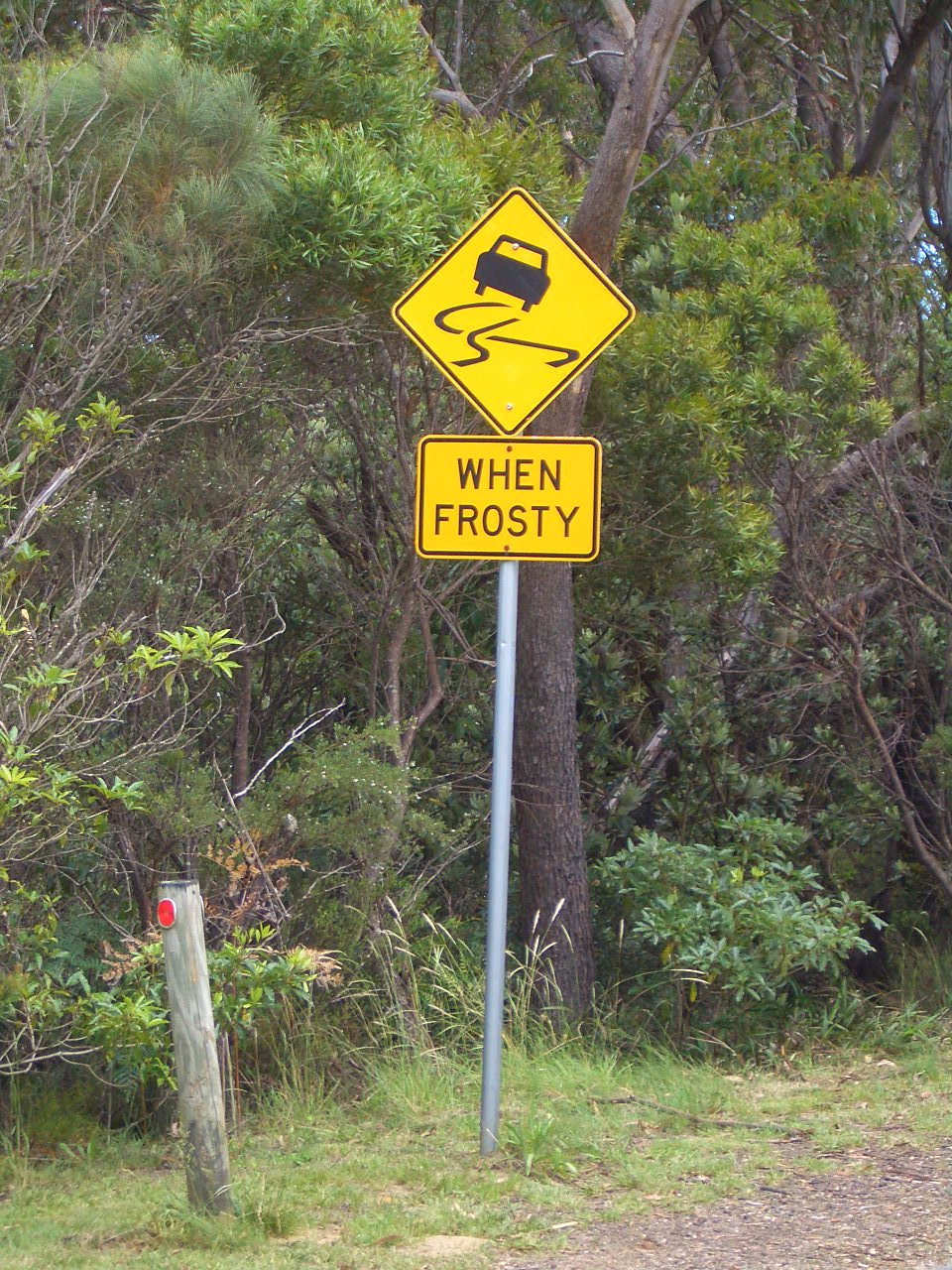
Зимой дороги могут в Катумбе быть скользкими от льда или инея